# Bolitoglossa tamaense
Bolitoglossa tamaense es una especie de salamandra de la familia Plethodontidae.
Es endémica del este de la Cordillera Oriental (Colombia) y la zona adyacente de Venezuela.